# Centre interarmées de concepts, de doctrines et d'expérimentations
 (avril 2022).
Si vous disposez d'ouvrages ou d'articles de référence ou si vous connaissez des sites web de qualité traitant du thème abordé ici, merci de compléter l'article en donnant les références utiles à sa vérifiabilité et en les liant à la section « Notes et références ».
Le Centre interarmées de concepts, de doctrines et d'expérimentations (CICDE) est un centre de réflexion militaire placé sous la tutelle du chef des opérations l’état-major des armées. Il a été créé par le ministère de la Défense en 2005.
Le CICDE est le centre national interarmées qui anime, développe, produit et valorise la pensée militaire de la France, en France et à l’étranger, en particulier au sein de l’Union européenne et de l’OTAN. Il contribue également aux débats d’actualité inhérents à ses domaines d’activités à travers des publications, l’organisation de colloques et la participation aux grandes manifestations internationales.
Le CICDE est chargé de faire rayonner la pensée militaire française, en France comme à l’étranger :
À l’échelle nationale, il prend part aux réflexions au sein du ministère des Armées (MINARM) et en interministériel avec le Secrétariat général de la défense et de la sécurité nationale (SGDSN), le ministère de l’Intérieur (MININT), le ministère de l’Europe et des Affaires étrangères (MEAE). Il travaille étroitement avec les universités et les think tanks ainsi qu’avec les acteurs de la base industrielle et technologique de la Défense (BITD).
À l’échelle internationale, il échange régulièrement avec ses alliés ainsi que les organisations internationales (OTAN, UE, ONU, OSCE). Il représente la France au sein de ces organismes et lors de forums internationaux.

## Organisation
Le CICDE est placé sous l’autorité d’un directeur, officier général des forces, assisté d’un directeur adjoint, lui aussi officier général.
Le travail au CICDE est organisé autour de 4 sous-directions : la sous-direction prospective opérationnelle, la sous-direction concepts et doctrines, la sous-direction RETEX (retour d'expérience) et la sous-direction wargaming (jeux de guerre).
Les travaux sont réalisés par des officiers et des cadres civils, experts de domaines militaires (forces spéciales, renseignement, amphibie, appui aérien …). Ces experts sont réunis au sein d’un collège appelé « collège des officiers chargés de domaine » (OCD) et pilotent, pour leur domaine, un réseau d’experts des armées et des services du MINARM.

## Les productions
Le CICDE travaille dans trois grands domaines :

### La prospective opérationnelle interarmées
La prospective opérationnelle interarmées contribue, par l’apport et la mise en pratique d’idées nouvelles, à l’innovation opérationnelle des armées et à la préparation de l’avenir. Sa finalité consiste à éclairer les décideurs et les bureaux de l’état-major des armées sur les futures formes de conflits, sur les risques de rupture (technologiques, géopolitiques…) et à appréhender les besoins capacitaires futurs des forces. Pour ce faire, le CICDE diffuse hebdomadairement une veille prospective, réalise des travaux d’anticipation (vision de six mois à quelques années) ou prospectifs (vision au-delà de dix ans), rédige des concepts exploratoires interarmées (CEIA) sur des thématiques futures et pilote des études prospectives stratégies (EPS) ou des consultances.

### Les concepts et les doctrines interarmées
Les concepts et les doctrines interarmées réalisés par le CICDE prennent en compte le passé avec le retour d’expérience des opérations/conflits/exercices et le futur avec les travaux de prospective.
Les productions doctrinales du CICDE sont de trois niveaux dont la finalité reste l’opérationnel :
- Des concepts dont le pilier est « le concept d’emploi des forces[4] » (CEF), qui est le document d’orientation sur le rôle et la mission générale des armées, qui irrigue tous les travaux ;
- Des doctrines interarmées[5] (DIA), qui sont des documents descriptifs des rôles et de l’emploi des fonctions, capacités ou aptitudes des armées ;
- Des procédures ou publications interarmées (PIA), qui permettent de préciser des points particuliers afin d’intégrer de façon fluide et optimale les divers éléments d’armées utilisés pour une opération.

Les concepts et les doctrines interarmées élaborés par le CICDE s’adressent aux décideurs opérationnels de haut niveau (stratégique et opératif). Les doctrines plus proches du terrain sont élaborées par des entités appartenant aux armées. Le CICDE assure une coordination générale.
Le CICDE n'a toutefois aucune prise ni influence sur les doctrines nucléaires de la France.

### Le retour d’expérience interarmées
Le retour d’expérience interarmées recueille et analyse les RETEX des armées française et étrangères lors d’exercices, d’opérations ou de conflits. Il permet d’en tirer des enseignements afin d’améliorer la préparation des forces armées françaises. En pérennisant les bonnes pratiques et améliorant de façon continue les règles d’emploi, le RETEX interarmées permet de maintenir l’ensemble de la communauté militaire opérationnelle à un haut niveau de performance. La sous-direction RETEX tient à jour et pilote une base de données de RETEX opérationnel qui est à la disposition des états-majors et des forces, et publie des synthèses pour les opérations importantes. Ces publications alimentent les deux autres piliers du CICDE : la doctrine et la prospective opérationnelle.